# Left Hand Creek
Left Hand Creek est une rivière du Colorado dans le comté de Boulder aux États-Unis.
Affluent du Saint Vrain Creek, il coule sur environ 54,6 km de longueur et draine une partie des contreforts du Front Range au nord-ouest de Boulder, descendant des montagnes dans un canyon escarpé, connu sous le nom de Left Hand Canyon. Le Left Hand sort du réservoir de Left Hand Park le long du flanc nord de la montagne Niwot. Traversant une gorge escarpée à l'est, il passe sous Ward (qui se trouve à peu près à la tête du canyon). Il émerge des contreforts au nord de Boulder et traverse les terres du Colorado Piedmont, passant au nord de Niwot et rejoignant le Saint Vrain Creek sur la rive sud de Longmont.

## Histoire
Le Left Hand Creek a été nommé en l'honneur du chef des Arapahos Niwot. En 1859, pendant la ruée vers l'or du Colorado, le canyon a été le site d'une première découverte d'or à Gold Hill situé sur un ravin latéral à peu près à mi-chemin du canyon.
Left Hand Creek a connu une inondation importante en septembre 2013. Cette inondation a tué un résident de Jamestown lors d'une coulée de débris provenant d'un ravin adjacent à la ville. La crue de septembre 2013 a considérablement redistribué les sédiments fluviaux et tracé un nouveau lit à la rivière par endroits.